# Dune (1984)
Dune is een sciencefictionfilm uit 1984 onder regie van David Lynch. De film is gebaseerd op het gelijknamige boek van auteur Frank Herbert.

## Verhaal
In het jaar 10191 zijn snelle ruimtereizen alleen mogelijk door een zeer aparte en dus waardevolle grondstof, de specie (ook melange genoemd). De enige plaats in het heelal waar die voorkomt, is de droge woestijnplaneet Arrakis, ook wel Duin genoemd. Op Arrakis komen alleen Fremen (Nederlands Vrijmans) - de oorspronkelijke bewoners - en enorme zandwormen voor.
De specie wordt gewonnen door speciale oogstmachines, de harvesters. De zandwormen worden aangetrokken door de ritmische trillingen die een harvester opwekt bij speciewinning. Daarom vliegt er vaak een soort vliegtuig genaamd ornithopter rond, die de worm kan zien aankomen zodat de harvester in veiligheid gebracht kan worden. Als de specie is geraffineerd, wordt het in een speciale kamer gepompt waar een Navigator rondvliegt. Als deze de speciedampen opsnuift, krijgt hij de mogelijkheid om de ruimte te 'plooien' en kan hij zo de Highliner (een enorm ruimteschip) verplaatsen zonder dat deze in beweging komt.
De keizer heeft het geslacht Atreides opgedragen naar de planeet Arrakis af te reizen om de specie te winnen, in plaats van het geslacht Harkonnen. Hertog Leto, zijn vrouw Jessica en hun zoon Paul vertrekken naar Arrakis en nemen intrek in het paleis aldaar. Maar de Keizer heeft een geheim plan beraamd met de aartsvijand van de Atreides, het huis Harkonnen. De Keizer wil baron Vladimir Harkonnen gebruiken om het huis Atreides uit te roeien en zo de troon veilig te stellen. De Atreides zijn druk bezig met het opbouwen van een formidabele strijdmacht gebaseerd op een nog onbekende technologie, en de hertog wordt steeds populairder in de Landsraad. Dit zou de positie van de Keizer kunnen bedreigen. De keizer stelt de baron Harkonnen vijf legioenen van zijn Sardaukar terreurtroepen ter beschikking voor de operatie.
Hertog Leto en Paul worden verraden door de lijfarts dr. Yueh, en in handen gegeven van de Harkonnen. Hertog Leto krijgt echter van dr. Yueh een speciale giftand en wordt voor de baron gebracht. In een poging de Baron te vergiftigen vindt Leto zelf de dood, hoewel hij wel de Mentat van de Harkonnen, Piter De Vries weet te vermoorden.
Paul en Jessica worden met een Harkonnenvliegtuig weggevoerd om ze in de woestijn te laten "verdwijnen". Paul en Jessica weten te ontsnappen en komen in contact met de Fremen, de oorspronkelijke bewoners van de planeet Arrakis. Zij verwachten al lang de Mahdi (de Messias die hen van hun erbarmelijke situatie zal bevrijden) en zien in Paul die profetie vervuld worden. Paul krijgt een Fremen-naam, Muad'Dib, genoemd naar de schaduw op de maan in de vorm van een woestijnmuis.
Paul gaat de Fremen opleiden met een nieuwe Atreides-techniek, de Weirding Modules (een wapen dat door middel van de stem zeer sterke en vernietigende geluidsgolven produceert). Paul wordt ook verliefd op het Fremen-meisje Chani.
Ondertussen hebben de Harkonnen de speciewinning van Arrakis weer op zich genomen. De baron heeft zijn neef Rabban tot gouverneur van de planeet aangesteld. Muad'dib opent de aanval op de speciewinning. Na twee jaar heeft Paul-Muad'Dib de speciewinning totaal lam gelegd. De keizer is hierover zo ontstemd dat hij Rabban onthoofdt. De Keizer vertrekt zelf naar Arrakis om orde op zaken te stellen. Als Paul dan een groep smokkelaars overvalt komt hij zijn oude leermeester en vriend Gurney Halleck tegen. Gurney is blij om het weerzien en voegt zich bij het leger van Muad'Dib.
Jessica wordt de nieuwe Eerwaarde Moeder (Reverend Mother) van de Fremen nadat zij het "water des levens" heeft gedronken en daarmee de kennis van de vorige Reverend Mother heeft verkregen. Toen Jessica het water des levens dronk was zij in verwachting van dochter Alia die hierdoor meteen ook de krachten van het water verkreeg.
Als Paul op een gegeven moment geen visioenen meer krijgt, besluit hij het water des levens te drinken. Hierdoor krijgt hij nieuwe inzichten. Zo komt hij er achter waarom het Ruimtegilde hem dood wil hebben. Hij ontdekt ook dat de specie van de wormen afkomstig is en dat hij dus in staat is de specie te vernietigen.
Dan is Paul gereed een aanval op het paleis uit te voeren. Hij wacht een uitzonderlijke zandstorm af en blaast de Pantsermuur weg met kerngranaten. Hierdoor hebben de Harkonnen geen luchtmacht meer ter beschikking. Met de gigantische zandwormen verslaat Paul de Sardaukartroepen. In het paleis neemt hij dan de keizer en zijn gevolg gevangen. Paul gaat de confrontatie aan met Feyd-Rautha Harkonnen. Nadat hij deze heeft verslagen laat hij zien waartoe hij in staat is, namelijk voor het eerst sinds mensenheugenis het te laten regenen op Arrakis.

## Extra
Wat niet in de film zit is dat het water des levens ontstaat als een babyzandworm verdrinkt. Vlak voor het wormpje sterft produceert hij het water. Deze scène is later uit de film geknipt maar zit wel in de serie.
Wat ook niet in de film te zien is, is dat de Bene Gesserit al geruime tijd onderzoek doen naar de bloedverwantschapslijnen van de Grote Geslachten om de 'Kwisatz Haderach' te laten ontstaan. Ze ontdekken dat de Atreides met de Harkonnen gemengd moeten worden. Daarom hebben ze Jessica opgedragen een dochter te baren zodat deze met Feyd-Rautha Harkonnen kan trouwen om zo de Kwisatz Haderach te laten ontstaan. Wat niet bekend is dat Jessica een dochter van Baron Vladimir Harkonnen is. Wanneer ze haar zoon Paul baart, in plaats van de geplande dochter gaat ze tegen de plannen van de Bene Gesserit in.
Wat ook uit de film is geknipt, is dat op het moment dat Paul en Jessica in de Vest (sietch) komen en Stilgar weten te overmeesteren, een Vrijman genaamd Jamis Paul uitdaagt voor een gevecht tot de dood. Jamis verliest en wordt door Paul gedood. Hierdoor krijgt Paul de vrouw Harah als bijvrouw en moet hij voortaan voor haar en haar twee zonen zorgen. Op het eind van de film 'neemt' Paul de keizerlijke dochter Irulan tot zijn vrouw (om zo aanspraak te maken op de keizerlijke troon) en Harah en Chani tot zijn bijvrouwen. In weerwil van deze regeling behandelt Paul alleen Chani als zijn vrouw.
In het boek hebben Chani en Paul een zoon gekregen. Deze wordt gedood door de Harkonnentroepen en de Sardaukar. Later krijgen ze nog een zoon en een dochter met de namen Leto (naar zijn opa) en Ghanima. Deze kinderen zullen in de verdere boeken van de sage de rol van Paul opvolgen.

## Trivia
De soundtrack van de film werd verzorgd door de Amerikaanse rockband Toto. Naast Toto is Sting te horen. Brian Eno schreef Prophecy Theme.
Met name in technomuziek zijn vaak samples uit de film Dune in muziek gebruikt, onder andere:
- Fear: The Mindkiller en Spice van EON
- Spice (Even Spicier) van Aphrodite
- Outcast U.F.0 van Vdd Energise

## Rolverdeling
| Acteur           | Personage                                                                  |
| ---------------- | -------------------------------------------------------------------------- |
| Kyle MacLachlan  | Paul Atreides, Paul Muad'Dib, Usul                                         |
| Jürgen Prochnow  | Hertog Leto Atreides                                                       |
| Francesca Annis  | Vrouwe Jessica, Moeder van Paul, Bene Gesserit, Vrijmans Priesteres-Moeder |
| Alicia Witt      | Alia, zus van Paul Atreides, Bene Gesserit                                 |
| Richard Jordan   | Duncan Idaho van Huis Atreides                                             |
| Patrick Stewart  | Gurney Halleck, Huis Atreides                                              |
| Dean Stockwell   | Dr. Wellington Yueh - Huisdokter van Huis Atreides                         |
| Freddie Jones    | Thufir Hawat - Mentat van Huis Atreides                                    |
| Max von Sydow    | Dr. Liet Kynes, Keizerlijk Planetoloog                                     |
| José Ferrer      | Keizer Shaddam IV                                                          |
| Virginia Madsen  | Prinses Irulan, dochter van de Keizer                                      |
| Kenneth McMillan | Baron Vladimir Harkonnen                                                   |
| Paul L. Smith    | Glossu Rabban (Beast Rabban) van Huis Harkonnen                            |
| Sting            | Feyd-Rautha Harkonnen, troonopvolger van Huis Harkonnen                    |
| Leonardo Cimino  | Dokter van de Baron Harkonnen                                              |
| Brad Dourif      | Mentat Piter De Vries (Harkonnen)                                          |
| Linda Hunt       | Vrijmans-vrouw Shadout Mapes en huishoudster van Huis Atreides op Arakis   |
| Everett McGill   | Vrijmans-leider Stilgar                                                    |
| Sean Young       | Vrijmans-vrouw Chani en echtgenote van Paul Atreides                       |